# 抽屜

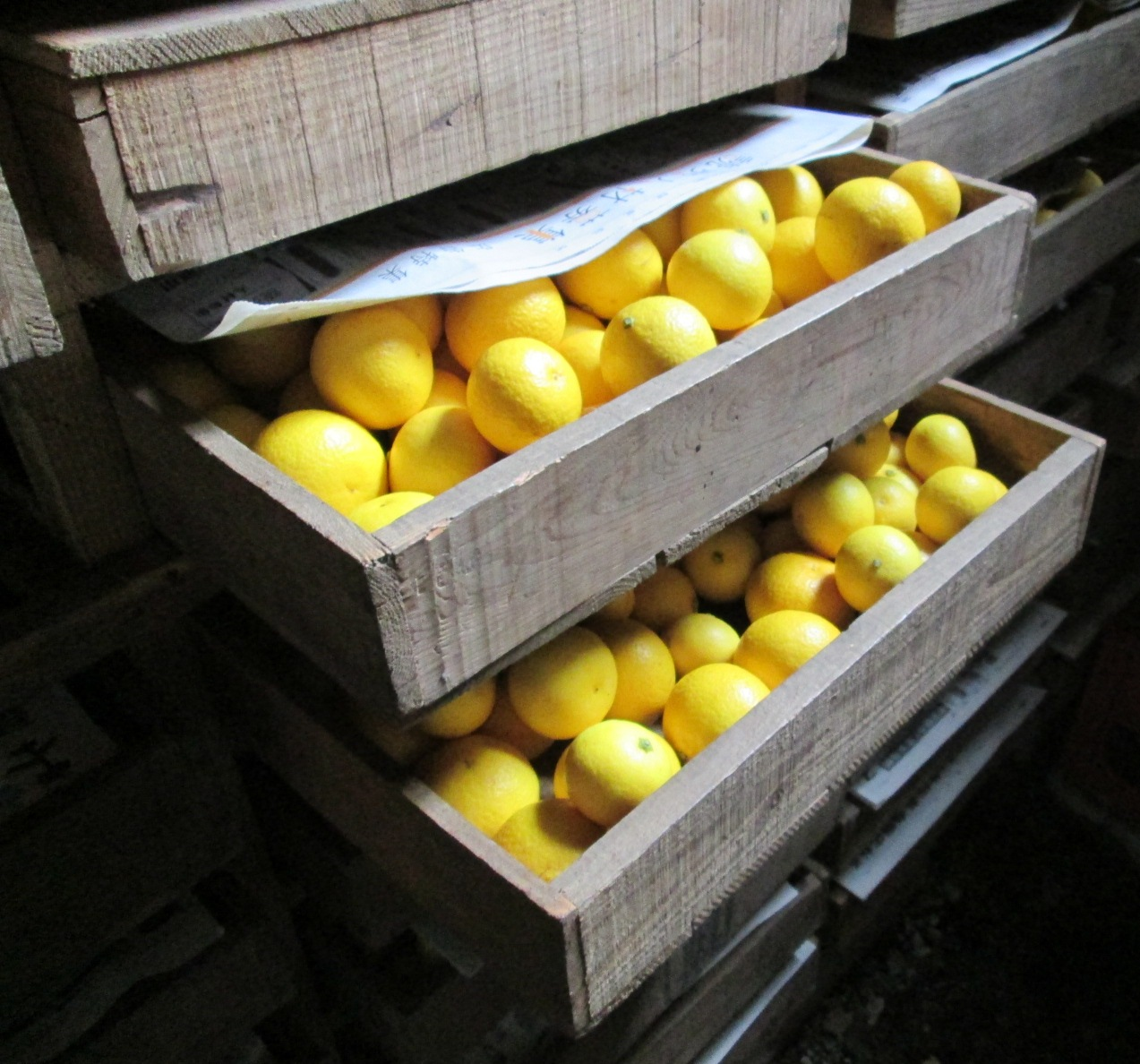
打开的抽屉

抽屜通常作為家具的組成，是一個盒狀的容器放置在家具中，使其可以被水平拉出、獲取儲藏物品的空間。抽屜的構造分為前板、後板、左側板、右側板及底板，板材接合的方式有分為釘接、木釘接，較特殊的接合方式是鳩尾榫接合（一般榫接角度為45°，鳩尾榫接為75°），製作精細與否也影響到產品的品質。

## 安全與防盜
有的抽屜會結合鎖匙的機制以確保抽屜裡的物品不會被他人取走。
有的抽屜會有保險箱在內。

## 相關條目

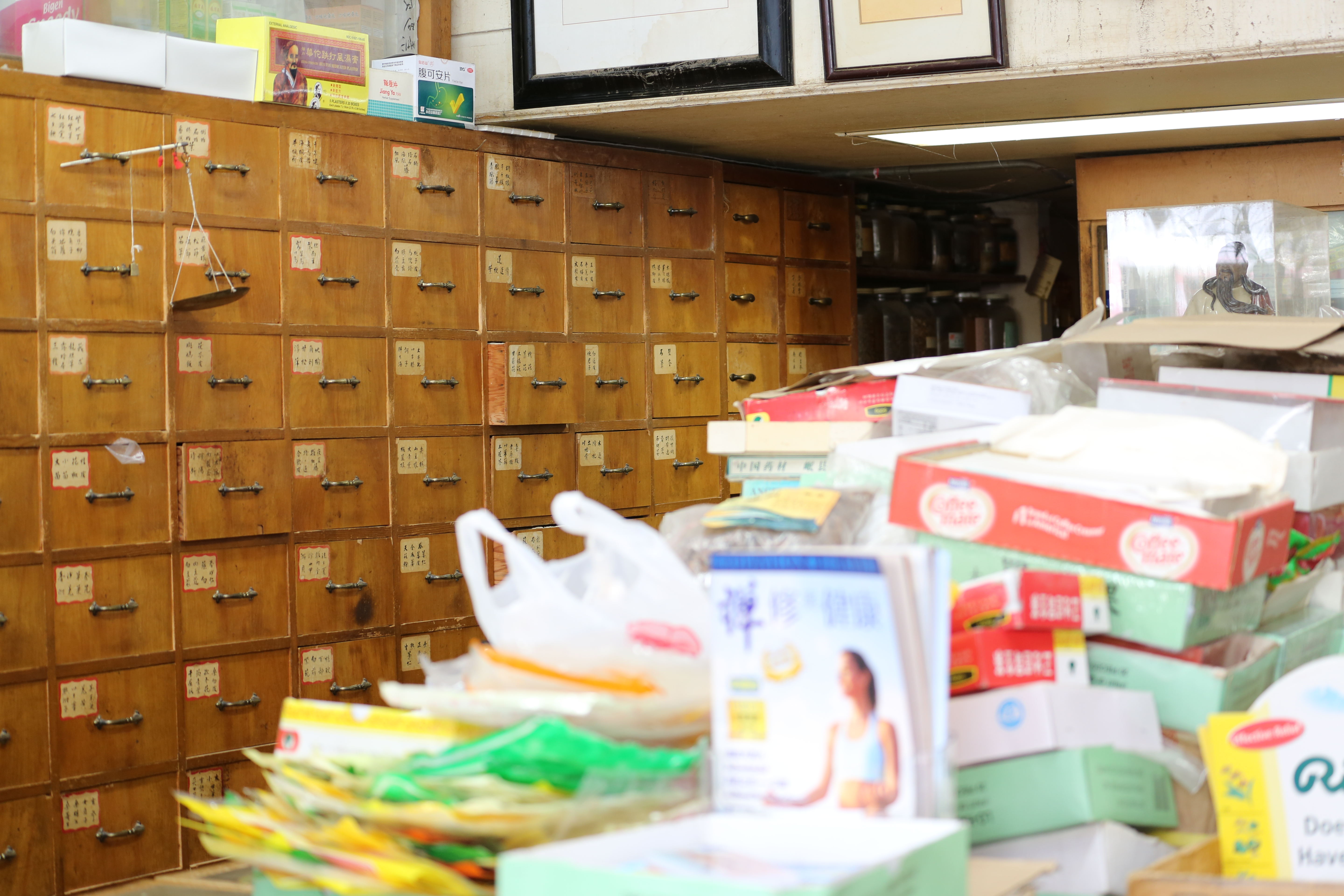
存放中藥的百子櫃